# Richard Ridgely
Richard Ridgely (1869 – 30 de noviembre de 1949) fue un director, actor y guionista cinematográfico de nacionalidad estadounidense, activo en la época del cine mudo. 
Su verdadero nombre era Richard Peckover, e inició su carrera artística en 1911 como actor. Sin embargo, al siguiente año empezó también a trabajar como guionista para pasar posteriormente a labores de dirección. Hasta el año 1917 dirigió más de sesenta producciones.
Falleció en 1949 en Long Island, Nueva York.

## Selección de su filmografía

### Director
- The Actress (1913)
- The Meadow Lark (1913)
- The Greed of Osman Bey
- Dolly Varden
- The Treasure of Captain Kidd (1913)
- The Green Eye of the Yellow God
- The Great Physician
- The Family's Honor
- Janet of the Dunes
- The Price of Human Lives
- What Shall It Profit a Man? (1913)
- A Night at the Inn
- The Message of the Sun Dial
- The Silent Death
- Rorke's Drift
- The Mexican's Gratitude
- The Message in the Rose (1914)
- His Comrade's Wife
- The Two Vanrevels
- The Voice of Silence
- A Warning from the Past (1914)
- In the Days of Slavery
- In the Shadow of Disgrace
- Across the Burning Trestle
- Farmer Rodney's Daughter
- A Tale of Old Tucson
- In Lieu of Damages
- The Blind Fiddler
- Greater Love Hath No Man (1914)
- On the Isle of Sarne
- A Gypsy Madcap
- The Vanishing of Olive
- The Colonel of the Red Hussars
- Olive Is Dismissed
- The Lesson of the Flames
- Eugene Aram (1915)
- Ranson's Folly (1915)
- The Seven Deadly Sins, codirigida con Theodore Marston (1917)

### Actor
- The Test of Friendship (1911)
- A Case of High Treason
- The Crusader (1911)
- How Willie Raised Tobacco